# The Artist's Dilemma
The Artist's Dilemma je americký němý film z roku 1901. Režisérem je Edwin S. Porter (1870–1941). Film trvá zhruba dvě minuty a premiéru měl 14. prosince 1901. Film byl natočen v New Yorku.

## Děj
Umělci, který usnul ve svém ateliéru na židli, se začne zdát sen, že se před ním ze stojacích hodin objeví mladá žena, která ho požádá, aby namaloval její portrét. Jen co se výtvarník pustí do práce, vystoupí z hodin klaun, který nemůže spustit zrak z krásné slečny. Klaun si dojde pro pomůcky a převezme malování portrétu za umělce. Výsledný obraz vypadá tak živě, že klaun vytáhne napodobeninu z obrazu. Obě ženy si spolu zatancují, což se kašparovi nelíbí, protože při tom spadne na zem, a tak nechá ženskou kopii zmizet. Obejme dívku a vypaří se. Muž využije chvíle, kdy je s krásnou slečnou sám, a sevře ji v náručí. Vzápětí ale zjistí, že ve skutečnosti neobjal děvče ale šaška, který se s ní během mžiku prohodil. Šašek uteče skokem do hodin a malíř se posadí zpět na židli.